# Silviella
Silviella är ett släkte av snyltrotsväxter. Silviella ingår i familjen snyltrotsväxter.
Kladogram enligt Catalogue of Life:
| Silviella | \| \| Silviella prostrata \| \| \| \| \| \| Silviella serpyllifolia \| \| \| \| |
|           | \| \| Silviella prostrata \| \| \| \| \| \| Silviella serpyllifolia \| \| \| \| |
|           | Silviella prostrata                                                             |
|           |                                                                                 |
|           | Silviella serpyllifolia                                                         |
|           |                                                                                 |